# Ель-Масноу
Ель-Масно́у (кат. El Masnou, вимова літературною каталанською [əł məs'now]) — муніципалітет, розташований в Автономній області Каталонія, в Іспанії. Код муніципалітету за номенклатурою Інституту статистики Каталонії — 81189. Знаходиться у районі (кумарці) Марезма (коди району — 00 та MM) провінції Барселона, згідно з новою адміністративною реформою перебуватиме у складі баґарії (округи) Барселона. Є 56 муніципалітетом Каталонії за кількістю населення.

## Назва муніципалітету
Походження назви муніципалітету невідоме.

## Населення
Населення міста (у 2018 р.) становить 23 340 осіб (з них менше 14 років — 14,9%, від 15 до 64 — 69,7%, понад 65 років — 15,4%). У 2006 р. народжуваність склала 217 осіб, смертність — 197 осіб, зареєстровано 97 шлюбів. У 2001 р. активне населення становило 10.663 особи, з них безробітних — 912 осіб.

Серед осіб, які проживали на території міста у 2001 р., 15.002 народилися в Каталонії (з них 4.480 осіб у тому самому районі, або кумарці), 4.529 осіб приїхало з інших областей Іспанії, а 1.147 осіб приїхало з-за кордону. 

Вищу освіту має 19,3% усього населення. 

У 2001 р. нараховувалося 7.375 домогосподарств (з них 18,6% складалися з однієї особи, 27% з двох осіб,24,1% з 3 осіб, 21,7% з 4 осіб, 6,1% з 5 осіб, 1,7% з 6 осіб, 0,4% з 7 осіб, 0,1% з 8 осіб і 0,1% з 9 і більше осіб).

Активне населення міста у 2001 р. працювало у таких сферах діяльності : у сільському господарстві — 1,3%, у промисловості — 24%, на будівництві — 7,6% і у сфері обслуговування — 67,2%. 

 У муніципалітеті або у власному районі (кумарці) працює 5.588 осіб, поза районом — 6.686 осіб.

### Доходи населення
У 2002 р. доходи населення розподілялися таким чином :
| \| Доходи населення за статтями доходів \| Доходи населення за статтями доходів \| Доходи населення за статтями доходів \| \| Рік \| 2002 р. \| 2001 р. \| \| ------------------------------------ \| ------------------------------------ \| ------------------------------------ \| \| Заробітна платня \| 60,7% \| 61,1% \| \| Доходи від ведення бізнесу \| 27,8% \| 27,2% \| \| Соціальна допомога \| 11,5% \| 11,7% \| |         |         |
| Доходи населення за статтями доходів |         |         |
| Рік | 2002 р. | 2001 р. |
| Заробітна платня | 60,7%   | 61,1%   |
| Доходи від ведення бізнесу | 27,8%   | 27,2%   |
| Соціальна допомога | 11,5%   | 11,7%   |

### Безробіття
У 2007 р. нараховувалося 678 безробітних (у 2006 р. — 726 безробітних), з них чоловіки становили 39,5%, а жінки — 60,5%.

## Економіка
У 1996 р. валовий внутрішній продукт розподілявся по сферах діяльності таким чином :
| \| Валовий внутрішній продукт \| Валовий внутрішній продукт \| Валовий внутрішній продукт \| \| Рік \| 1996 р. \| 1991 р. \| \| -------------------------- \| -------------------------- \| -------------------------- \| \| Сільське господарство \| 1% \| 0% \| \| Промисловість \| 34,5% \| 0% \| \| Будівництво \| 5,7% \| 0% \| \| Послуги \| 58,7% \| 0% \| |         |         |
| Валовий внутрішній продукт |         |         |
| Рік | 1996 р. | 1991 р. |
| Сільське господарство | 1%      | 0%      |
| Промисловість | 34,5%   | 0%      |
| Будівництво | 5,7%    | 0%      |
| Послуги | 58,7%   | 0%      |

### Підприємства міста

#### Промислові підприємства
| \| Промислові підприємства міста, за сферою діяльності \| Промислові підприємства міста, за сферою діяльності \| Промислові підприємства міста, за сферою діяльності \| \| Рік \| 2002 р. \| 2001 р. \| \| --------------------------------------------------- \| --------------------------------------------------- \| --------------------------------------------------- \| \| Енергетичні та водні ресурси \| 2,7% \| 2,9% \| \| Хімія та метали \| 4,7% \| 5,8% \| \| Переробка металів \| 32,9% \| 30,7% \| \| Продукти харчування \| 9,4% \| 10,2% \| \| Текстиль \| 22,1% \| 22,6% \| \| Виробництво меблів, видання \| 20,1% \| 20,4% \| \| Інше \| 8,1% \| 7,3% \| \| Усього підприємств \| 149 \| 137 \| |         |         |
| Промислові підприємства міста, за сферою діяльності |         |         |
| Рік | 2002 р. | 2001 р. |
| Енергетичні та водні ресурси | 2,7%    | 2,9%    |
| Хімія та метали | 4,7%    | 5,8%    |
| Переробка металів | 32,9%   | 30,7%   |
| Продукти харчування | 9,4%    | 10,2%   |
| Текстиль | 22,1%   | 22,6%   |
| Виробництво меблів, видання | 20,1%   | 20,4%   |
| Інше | 8,1%    | 7,3%    |
| Усього підприємств | 149     | 137     |

#### Роздрібна торгівля
| \| Підприємства роздрібної торгівлі міста, за сферою діяльності \| Підприємства роздрібної торгівлі міста, за сферою діяльності \| Підприємства роздрібної торгівлі міста, за сферою діяльності \| \| Рік \| 2002 р. \| 2001 р. \| \| ------------------------------------------------------------ \| ------------------------------------------------------------ \| ------------------------------------------------------------ \| \| Продукти харчування \| 28,9% \| 29,7% \| \| Одяг та взуття \| 17,4% \| 17,5% \| \| Товари для дому \| 16,5% \| 14,7% \| \| Книги та періодичні видання \| 5,6% \| 5,9% \| \| Промислова хімічна продукція \| 8,4% \| 9,1% \| \| Продукція, пов'язана з транспортними засобами \| 6,5% \| 6,2% \| \| Інше \| 16,8% \| 16,9% \| \| Усього підприємств \| 322 \| 320 \| |         |         |
| Підприємства роздрібної торгівлі міста, за сферою діяльності |         |         |
| Рік | 2002 р. | 2001 р. |
| Продукти харчування | 28,9%   | 29,7%   |
| Одяг та взуття | 17,4%   | 17,5%   |
| Товари для дому | 16,5%   | 14,7%   |
| Книги та періодичні видання | 5,6%    | 5,9%    |
| Промислова хімічна продукція | 8,4%    | 9,1%    |
| Продукція, пов'язана з транспортними засобами | 6,5%    | 6,2%    |
| Інше | 16,8%   | 16,9%   |
| Усього підприємств | 322     | 320     |

#### Сфера послуг
| \| Підприємства міста, що працюють у сфері послуг, за діяльністю \| Підприємства міста, що працюють у сфері послуг, за діяльністю \| Підприємства міста, що працюють у сфері послуг, за діяльністю \| \| Рік \| 2002 р. \| 2001 р. \| \| ------------------------------------------------------------- \| ------------------------------------------------------------- \| ------------------------------------------------------------- \| \| Гуртова торгівля \| 11,9% \| 12,5% \| \| Готелі та готельний бізнес \| 18,6% \| 18,6% \| \| Транспорт та зв'язок \| 15,7% \| 15,6% \| \| Посередницькі фінансові послуги \| 3,4% \| 3,3% \| \| Послуги підприємствам \| 9% \| 10% \| \| Послуги фізичним особам \| 29,7% \| 31% \| \| Нерухомість та ін. \| 11,8% \| 9,1% \| \| Усього підприємств \| 714 \| 672 \| |         |         |
| Підприємства міста, що працюють у сфері послуг, за діяльністю |         |         |
| Рік | 2002 р. | 2001 р. |
| Гуртова торгівля | 11,9%   | 12,5%   |
| Готелі та готельний бізнес | 18,6%   | 18,6%   |
| Транспорт та зв'язок | 15,7%   | 15,6%   |
| Посередницькі фінансові послуги | 3,4%    | 3,3%    |
| Послуги підприємствам | 9%      | 10%     |
| Послуги фізичним особам | 29,7%   | 31%     |
| Нерухомість та ін. | 11,8%   | 9,1%    |
| Усього підприємств | 714     | 672     |

## Житловий фонд
У 2001 р. 7% усіх родин (домогосподарств) мали житло метражем до 59 м2, 41,4% — від 60 до 89 м2, 28,3% — від 90 до 119 м2 і
23,3% — понад 120 м2.

З усіх будівель у 2001 р. 26,2% було одноповерховими, 43,4% — двоповерховими, 21,5
% — триповерховими, 2,8% — чотириповерховими, 2,3% — п'ятиповерховими, 2% — шестиповерховими,
0,7% — семиповерховими, 1% — з вісьмома та більше поверхами.

## Автопарк
| \| Автомобілі, зареєстровані у місті, за призначенням \| Автомобілі, зареєстровані у місті, за призначенням \| Автомобілі, зареєстровані у місті, за призначенням \| \| Рік \| 2006 р. \| 2005 р. \| \| -------------------------------------------------- \| -------------------------------------------------- \| -------------------------------------------------- \| \| Приватні автомобілі \| 70,9% \| 71,8% \| \| Мотоцикли \| 15,4% \| 14,5% \| \| Вантажівки \| 11,9% \| 11,9% \| \| Трактори \| 0,1% \| 0,1% \| \| Автобуси та ін. \| 1,7% \| 1,7% \| \| Усього автомобілів \| 14.984 шт. \| 14.303 шт. \| |            |            |
| Автомобілі, зареєстровані у місті, за призначенням |            |            |
| Рік | 2006 р.    | 2005 р.    |
| Приватні автомобілі | 70,9%      | 71,8%      |
| Мотоцикли | 15,4%      | 14,5%      |
| Вантажівки | 11,9%      | 11,9%      |
| Трактори | 0,1%       | 0,1%       |
| Автобуси та ін. | 1,7%       | 1,7%       |
| Усього автомобілів | 14.984 шт. | 14.303 шт. |

## Вживання каталанської мови
У 2001 р. каталанську мову у місті розуміли 97,4% усього населення (у 1996 р. — 96,7%), вміли говорити нею 83,2% (у 1996 р. — 
82,1%), вміли читати 83% (у 1996 р. — 79,5%), вміли писати 57,4
% (у 1996 р. — 54%). Не розуміли каталанської мови 2,6%.

## Політичні уподобання
У виборах до Парламенту Каталонії у 2006 р. взяло участь 10.052 особи (у 2003 р. — 10.995 осіб). Голоси за політичні сили розподілилися таким чином:
| \| Вибори до Парламенту Каталонії \| Вибори до Парламенту Каталонії \| Вибори до Парламенту Каталонії \| \| Рік \| 2006 р. \| 2003 р. \| \| -------------------------------------- \| ------------------------------ \| ------------------------------ \| \| Конвергенція та Єднання (CiU) \| 36,5% \| 34,2% \| \| Соціалістична партія Каталонії (PSC) \| 20,5% \| 24,2% \| \| Народна партія (PP) \| 9,8% \| 10,9% \| \| Ініціатива за Каталонію — Зелені (ICV) \| 12,5% \| 9,1% \| \| Республіканська лівиця Каталонії (ERC) \| 14,9% \| 20,6% \| \| Громадяни — Громадянська партія (C's) \| 2,9% \| 0% \| \| Інші \| 2,9% \| 1% \| |         |         |
| Вибори до Парламенту Каталонії |         |         |
| Рік | 2006 р. | 2003 р. |
| Конвергенція та Єднання (CiU) | 36,5%   | 34,2%   |
| Соціалістична партія Каталонії (PSC) | 20,5%   | 24,2%   |
| Народна партія (PP) | 9,8%    | 10,9%   |
| Ініціатива за Каталонію — Зелені (ICV) | 12,5%   | 9,1%    |
| Республіканська лівиця Каталонії (ERC) | 14,9%   | 20,6%   |
| Громадяни — Громадянська партія (C's) | 2,9%    | 0%      |
| Інші | 2,9%    | 1%      |

У муніципальних виборах у 2007 р. взяло участь 8.794 особи (у 2003 р. — 10.455 осіб). Голоси за політичні сили розподілилися таким чином:
| \| Муніципальні вибори \| Муніципальні вибори \| Муніципальні вибори \| \| Рік \| 2007 р. \| 2003 р. \| \| -------------------------------------- \| ------------------- \| ------------------- \| \| Конвергенція та Єднання (CiU) \| 26% \| 29,4% \| \| Соціалістична партія Каталонії (PSC) \| 28,2% \| 23,8% \| \| Народна партія (PP) \| 11,6% \| 12,3% \| \| Ініціатива за Каталонію — Зелені (ICV) \| 13% \| 13,7% \| \| Республіканська лівиця Каталонії (ERC) \| 15% \| 20,9% \| \| Громадяни — Громадянська партія (C's) \| 0% \| 0% \| \| Інші \| 6,1% \| 0% \| |         |         |
| Муніципальні вибори |         |         |
| Рік | 2007 р. | 2003 р. |
| Конвергенція та Єднання (CiU) | 26%     | 29,4%   |
| Соціалістична партія Каталонії (PSC) | 28,2%   | 23,8%   |
| Народна партія (PP) | 11,6%   | 12,3%   |
| Ініціатива за Каталонію — Зелені (ICV) | 13%     | 13,7%   |
| Республіканська лівиця Каталонії (ERC) | 15%     | 20,9%   |
| Громадяни — Громадянська партія (C's) | 0%      | 0%      |
| Інші | 6,1%    | 0%      |